# Thracia squamosa
Thracia squamosa is een tweekleppigensoort uit de familie van de Thraciidae. De wetenschappelijke naam van de soort is voor het eerst geldig gepubliceerd in 1856 door Carpenter.